# Elecciones federales de México de 2015 en Hidalgo
Las elecciones federales de México de 2015 en Hidalgo se llevaron a cabo el domingo7 de junio de 2015
, y en ellas se renovaron los siguientes cargos de elección popular que representan a nivel federal al Estado de Hidalgo:
- 7 diputados federales por Hidalgo: Miembros de la cámara baja del Congreso de la Unión. Siete elegidos por mayoría simple. Todos ellos electos para un periodo de tres años a partir del 1 de septiembre del 2015.

## Resultados electorales
|  | 33.86 % |

|  | 12.48 % |

|  | 9.62 % |

|  | 9.36 % |

|  | 9.32 % |

|  | 7.10 % |

|  | 5.22 % |

|  | 2.05 % |

|  | 1.89 % |

|  | 1.54 % |

|  | 2.67 % |

|  | 0.07 % |

|  | 95.24 % |

|  | 4.76 % |

## Resultados por distrito electoral

### Distrito 1. Huejutla de Reyes
|  | 34.88 % |

|  | 24.08 % |

|  | 11.80 % |

|  | 10.71 % |

|  | 6.76 % |

|  | 3.50 % |

|  | 1.69 % |

|  | 1.38 % |

|  | 0.86 % |

|  | 0.01 % |

|  | 95.72 % |

|  | 4.28 % |

### Distrito 2. Ixmiquilpan
|  | 41.79 % |

|  | 16.06 % |

|  | 14.92 % |

|  | 9.68 % |

|  | 6.41 % |

|  | 2.72 % |

|  | 1.69 % |

|  | 1.24 % |

|  | 0.86 % |

|  | 0.03 % |

|  | 95.44 % |

|  | 4.56 % |

### Distrito 3. Actopan
|  | 42.27 % |

|  | 12.29 % |

|  | 10.99 % |

|  | 8.90 % |

|  | 7.49 % |

|  | 6.81 % |

|  | 3.51 % |

|  | 1.67 % |

|  | 1.19 % |

|  | 0.05 % |

|  | 95.23 % |

|  | 4.77 % |

### Distrito 4. Tulancingo de Bravo
|  | 41.56 % |

|  | 12.01 % |

|  | 11.54 % |

|  | 10.22 % |

|  | 8.02 % |

|  | 6.16 % |

|  | 1.94 % |

|  | 1.77 % |

|  | 1.70 % |

|  | 0.07 % |

|  | 95.05 % |

|  | 44.95 % |

### Distrito 5. Tula de Allende
|  | 41.08 % |

|  | 19.07 % |

|  | 10.77 % |

|  | 8.22 % |

|  | 6.71 % |

|  | 4.28 % |

|  | 1.96 % |

|  | 1.78 % |

|  | 1.61 % |

|  | 0.07 % |

|  | 95.61 % |

|  | 4.39 % |

### Distrito 6. Pachuca de Soto
|  | 33.23 % |

|  | 18.05 % |

|  | 12.72 % |

|  | 7.54 % |

|  | 7.13 % |

|  | 5.93 % |

|  | 3.64 % |

|  | 2.22 % |

|  | 2.15 % |

|  | 1.86 % |

|  | 0.15 % |

|  | 94.69 % |

|  | 5.31 % |

### Distrito 7. Tepeapulco
|  | 40.78 % |

|  | 13.03 % |

|  | 9.16 % |

|  | 9.12 % |

|  | 7.72 % |

|  | 7.15 % |

|  | 2.75 % |

|  | 2.63 % |

|  | 2.31 % |

|  | 0.13 % |

|  | 94.81 % |

|  | 5.19 % |